# Liste der Monuments historiques in Locmariaquer
Die Liste der Monuments historiques in Locmariaquer führt die Monuments historiques in der französischen Gemeinde Locmariaquer auf.

## Liste der Bauwerke
| Bezeichnung                  | Beschreibung | Standort                   | Kennzeichnung | Schutzstatus | Datum | Bild           |
| ---------------------------- | ------------ | -------------------------- | ------------- | ------------ | ----- | -------------- |
| Friedhofskreuz               |              | Route d’Auray (Lage)       | PA00091379    | Inscrit      | 1939  | weitere Bilder |
| Dolmen von Kercadoret        |              | Kercadoret (Lage)          | PA00091380    | Classé       | 1929  | weitere Bilder |
| Dolmen                       |              | Kerdaniel-er-Roch (Lage)   | PA00091382    | Classé       | 1938  |                |
| Dolmen                       |              | Kerdaniel (Lage)           | PA00091381    | Classé       | 1938  |                |
| Dolmen von Kerlud            |              | Kerlud (Lage)              | PA00091383    | Classé       | 1927  | weitere Bilder |
| Dolmen von Kerveresse        |              | Kerveresse Scarpoch (Lage) | PA00091384    | Classé       | 1889  | weitere Bilder |
| Dolmen Mané-Rutual           |              | Le Bronzo (Lage)           | PA00091387    | Classé       | 1889  | weitere Bilder |
| Kirche Notre-Dame-de-Kerdro  |              | Le Bourg (Lage)            | PA00091388    | Inscrit      | 1925  | weitere Bilder |
| Grand Menhir von Men-er-Grah |              | Le Bourg (Lage)            | PA00091390    | Classé       | 1889  | weitere Bilder |
| Les Pierres-Plates           |              | Les Pierres Plates (Lage)  | PA00091385    | Classé       | 1889  | weitere Bilder |
| Menhir couché von Bronso     |              | Le Bronzo (Lage)           | PA00091389    | Classé       | 1938  | weitere Bilder |
| Table des Marchand           |              | Le Bourg (Lage)            | PA00091386    | Classé       | 1889  | weitere Bilder |
| Er Grah                      |              | Er-Grah-Elevatum (Lage)    | PA00091391    | Classé       | 1935  | weitere Bilder |
| Mané Lud                     |              | Le Nélud (Lage)            | PA00091393    | Classé       | 1889  | weitere Bilder |
| Mané-er-Hroëk                |              | Kerpenhir (Lage)           | PA00091392    | Classé       | 1889  | weitere Bilder |

## Liste der Objekte

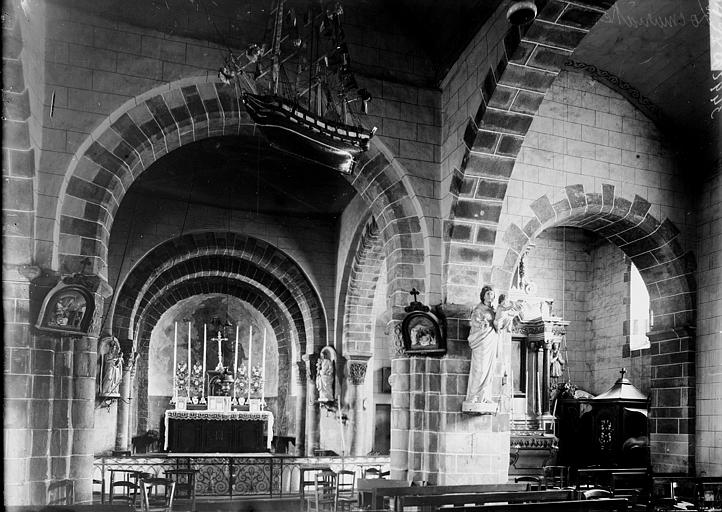
Innenansicht der Kirche Notre-Dame mit Schiffsmodell

- Monuments historiques (Objekte) in Locmariaquer in der Base Palissy des französischen Kultusministeriums